# Chaetolimon setiferum
Chaetolimon setiferum är en triftväxtart som först beskrevs av Aleksandr Andrejevitj Bunge, och fick sitt nu gällande namn av Igor Alexandrovich Linczevski. Chaetolimon setiferum ingår i släktet Chaetolimon och familjen triftväxter. Inga underarter finns listade i Catalogue of Life.